# Stockel (métro de Bruxelles)
 (août 2025).
Si vous disposez d'ouvrages ou d'articles de référence ou si vous connaissez des sites web de qualité traitant du thème abordé ici, merci de compléter l'article en donnant les références utiles à sa vérifiabilité et en les liant à la section « Notes et références ».
Pour le quartier, voir Stockel.
Stockel (en néerlandais : Stokkel) est la station terminus de la ligne 1 du métro de Bruxelles située à Bruxelles, sur la commune de Woluwe-Saint-Pierre.

## Situation
La station se trouve au cœur du quartier de Stockel qui lui donne son nom.
Terminus de la ligne, elle est précédée par la station Crainhem sur la ligne 1.

## Histoire
Cette station a été inaugurée en 1988, en même temps que la station Crainhem.

## Service aux voyageurs

### Accès

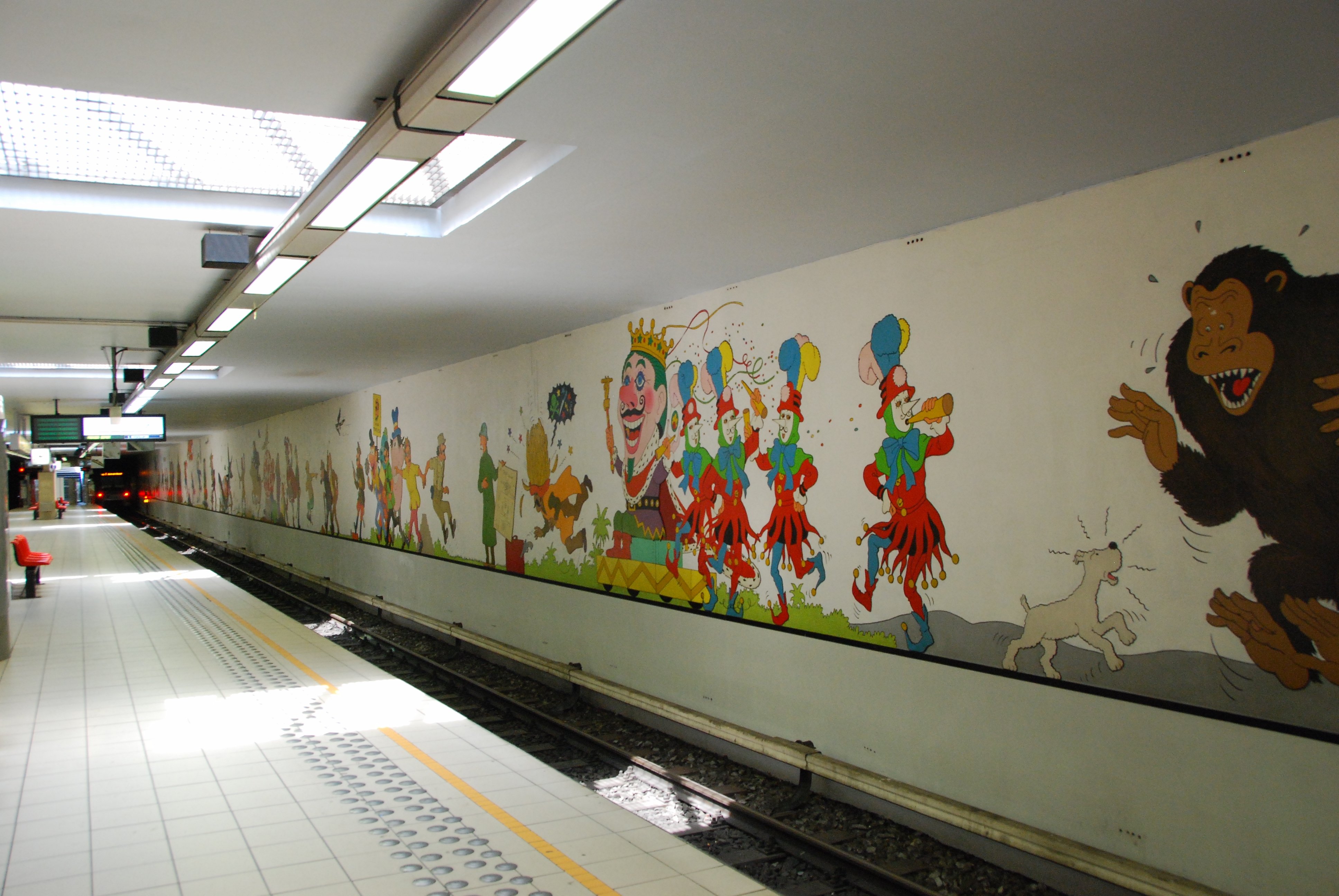
Intérieur station Stockel

La station, partie intégrante du centre commercial, compte trois accès via celui-ci accessibles aux personnes à mobilité réduite, plus deux autres :
- Accès no 1 : situé au nord du centre commercial (accès accessible aux personnes à mobilité réduite) ;
- Accès no 2 : situé rue Dominique de Jonghe.

### Quais
La station est de conception particulière avec deux voies encadrant un unique quai central.
Les deux murs longeant les voies sont illustrés par une fresque représentant des personnages des Aventures de Tintin par Hergé. Chaque fresque a 135 mètres de long.

### Intermodalité
La station est desservie par la ligne 39 du tramway de Bruxelles et par la ligne 36 des autobus de Bruxelles.

## À proximité
- Centre commercial dont la station fait partie intégrante (rendant de ce fait peu plausible un éventuel prolongement de la ligne - toutefois, une amorce de prolongement vers l'est existe entre Crainhem et Stockel. Cependant, l'urbanisation limitée et la limite des régions ont fait avorter ce prolongement)
- Cinéma Le Stockel
- La place Dumon